# AWM-Joan-&-Joseph-Birman-Forschungspreis für Topologie und Geometrie
Der Joan-&-Joseph-Birman-Forschungspreis (AWM Joan & Joseph Birman Research Prizes) für Topologie und Geometrie wurde 2013 eingerichtet und wird seit 2015 jedes zweite Jahr durch die Association for Women in Mathematics an junge Mathematikerinnen mit herausragenden Beiträgen in Topologie oder Geometrie vergeben. Das Preisgeld für die Auszeichnung wurde von Joan Birman und ihrem Mann Joseph Birman gestiftet.

## Preisträgerinnen
- Elisenda Grigsby (2015), für ihre Forschung in niedrigdimensionaler Topologie, insbesondere in Knotentheorie und kategorifizierten Invarianten.[1][2][3]
- Emmy Murphy (2017), für ihre Forschung in symplektischer Geometrie, in der sie neue Techniken entwickelte, um Symplektische Mannigfaltigkeiten und Kontaktgeometrie zu studieren.[4][5]
- Kathryn Mann (2019), für große Durchbrüche in der Theorie der Dynamik von Gruppenoperationen auf Mannigfaltigkeiten.[6]
- Emily Riehl (2021), für tiefe und grundlegende Arbeit in der Kategorientheorie und in Homotopietheorie.[7]
- Kristen Hendricks (2023), für besonders einflussreiche Arbeiten über äquivariante Aspekte von Floer-Homologie-Theorien.[8]
- Mona Merling (2025), für innovative und einflussreiche Forschung auf dem Gebiet algebraischer K-Theorie, äquivarianter Homotopietheorie und ihrer Anwendungen auf die Theorie der Mannigfaltigkeiten.[9]

## Ähnliche Forschungspreise der AWM
Neben dem AWM-Joan-&-Joseph-Birman-Forschungspreis für Topologie und Geometrie vergibt die AWM ebenfalls alle zwei Jahre den AWM-Microsoft-Forschungspreis für Algebra und Zahlentheorie sowie den AWM-Sadosky-Forschungspreis in Analysis. Mit den drei Preisen werden jeweils Mathematikerinnen an US-Institutionen geehrt, die zum Vorschlagszeitpunkt innerhalb der ersten zehn Jahre nach ihrer Promotion herausragende Beiträge zu der mathematischen Forschung in den jeweiligen Gebieten geliefert haben.